# Erva aromática
As ervas aromáticas ou ervas-de-cheiro são plantas, normalmente de pequenas dimensões, cujas folhas e outras partes verdes soltam aromas. São muito procuradas para a culinária e outros usos domésticos e industriais. A hortelã, e principalmente a variedade hortelã-pimenta, além de ser utilizada como tempero de pratos salgados, é também consumida para aromatizar o chá e o seu extrato usado no fabrico de balas(pt-BR) ou rebuçado(pt-PT?), creme dental, entre outros produtos.
Normalmente, na cozinha, as ervas aromáticas são utilizadas frescas, mas são também comercializadas secas, embora percam algumas propriedades. De qualquer modo, não devem confundir-se com as especiarias, que são em geral utilizadas secas e, muitas vezes, reduzidas a pó.
As aromáticas são utilizadas desde tempos imemoriais e, segundo alguns investigadores, acompanharam as migrações e a evolução dos povos que as utilizavam, inclusivamente protegendo a sua saúde, devido às suas propriedades antimicrobianas que, não só evitam algumas infeções, como a própria deterioração dos alimentos frescos. Além disso, muitas destas plantas têm propriedades medicinais, principalmente na facilitação dos processos digestivos.
No entanto, para manterem as suas propriedades, algumas dessas ervas só devem ser adicionadas aos alimentos no fim da sua preparação, uma vez que o calor prejudica-as.
A maioria das ervas verdes que ainda hoje se utilizam são originárias da região do Mediterrâneo.

## História
Desde tempos remotos que as ervas aromáticas são usadas para diversos fins, como a cosmética.
São usadas tanto na área alimentar, como na farmacêutica e cosmética, e utilizadas tanto na fabricação de infusões e conservação de alimentos, como em medicamentos e produto de estética.